# Децим Валерій Азіатік
Де́цим Вале́рій Азіа́тік (лат. Decimus Valerius Asiaticus; 10 рік до н. е. — 47 рік н. е.) — політичний та військовий діяч ранньої Римської імперії, консул-суффект 35 року, консул 46 року.

## Життєпис

### Кар'єра
Походив з галло-римського роду вершників Валеріїв з м. Вієна (Нарбонська Галлія); проте про батьків його немає відомостей. Замолоду входив до найближчого оточення Антонії Молодшої. У 35 році обіймав посаду консула-суффекта з Авлом Габінієм Секундом. Перебував у дружніх відносинах з імператором Калігулою.
У 39 році Калігула зробив своєю коханкою Лоллію Сатурніну, дружину Азіатіка, а потім у його присутності почав привселюдно обговорювати цей зв'язок. Через завдану образу Азіатік смертельно зненавидів Калігулу. Тим не менш, продовжував займати високе становище в його оточенні. У 41 році після вбивства Калігули вийшов до народу, який висловив невдоволення тим, що вбивці імператора не знайдені, публічно схвалив це діяння, висловивши жаль, що не брав участі в ньому. Збирався виступити як претендент на імператорську владу, але був утриманий від цього Вініціаном.
У 43 році Децим Валерій брав участь у поході імператора Клавдія проти британців. У 46 році обрано консулом разом з Марком Юнієм Сіланом. Був обраний на цілий рік, однак добровільно відмовився від посади раніше терміну 15 березня, щоб не розпочинати ворожнечу і заздрісні стосунки.

### Смерть
У 47 році Мессаліна, дружина імператора Клавдія, вирішила знищити Азіатіка за те, що той колись був коханцем її суперниці Поппеї Сабіни Старшої, а також через бажання заволодіти його садами, заснованими ще Лукуллом.. За її намовою Суіллій звинуватив Азіатіка у розкладанні та підкупі армії, розпусті та перелюбі. Азіатік виголосив блискучу промову на свій захист, яка справила на Клавдія величезне враження, а підставний свідок, який виступав проти Азіатіка, навіть не зміг впізнати його в обличчя. Проте під впливом аргументів Вітеллія Клавдій все ж виніс Азіатіку смертний вирок, надавши йому самому обрати рід смерті. Азіатік порізав собі вени, перед смертю проявивши мужність і самовладання.

## Родина
Дружина — Лоллія Сатурніна
Діти:
- Децим Валерій Азіатік, легат-пропретор Белгіки 69 року.